# 尤尔卡
伊丽莎维塔·瓦尔德玛罗芙娜·伊万齐夫（俄語：Елизаве́та Вальдема́ровна Иванци́в；1982年7月2日出生），艺名尤尔卡（俄語：Ёлка，罗马化: Yolka，意为"云杉"），是乌克兰裔俄罗斯歌手兼主持人。

## 早年生活
1982年7月2日生于乌日霍罗德，成长于音乐世家。父亲是爵士乐收藏家，母亲精通三种乐器，祖父母曾参加外喀尔巴阡民间合唱团。11岁起因朋友戏称获得"尤尔卡"绰号并沿用至今。1990年代中期加入当地组合"B&B"担任和声。

## 职业生涯
在乌日霍罗德长大的她最初以R&B乐队开启音乐生涯。2004年签约100PRO厂牌并与制作人Vlad Valov合作发行首专《欺骗之城》（俄語：Город обмана），其中单曲《开标致车的女孩》和《高昂情绪》大获成功。随后发行的《阴影》和《这个华丽世界》反响平平。
2010-2012年担任乌克兰版《X音素》评委。2011年单曲《普罗旺斯》病毒式传播使她迎来事业突破，同年获Muz-TV音乐大奖三项提名。2012年发行的第四张专辑《标记点》（俄語：Точки расставлены）广受好评，被多家俄罗斯媒体评为年度最佳专辑。
她四度获得金音奖（《帅哥》、《普罗旺斯》、《在你身旁》、《飞吧，丽莎》），2011年被《Glamour》评为年度歌手，并入选《Focus》乌克兰娱乐圈十大成功人士。2016年获俄罗斯国家音乐奖"流行音乐最佳女歌手"殊荣。2019年担任世界技能大赛表演嘉宾。
2020年，根据TopHit统计数据显示其作品十年间电台播放量达1900万次，获颁"十年最佳艺人"称号。

## 音乐作品

### 录音室专辑
- 《欺骗之城》 (2005)
- 《阴影》 (2006)
- 《这个华丽世界》 (2008)
- 《标记点》 (2011)
- 《现场演唱会》 (2013)
- 《#天空》 (2015)
- 《别见怪》 (2021)

## 影视作品
- 2005 – 《小红帽》 – 为安妮·海瑟薇配音的小红帽
- 2012 – 《绅士大盗！》 – 客串企业明星
- 2012 – 《混战》（电影）
- 2013 – 《萨沙塔尼亚》 – 客串（第5集）
- 2013 – 《这就是爱》

## 获奖记录
- 四届金音奖得主
- 2011年Muz-TV音乐大奖三项提名
- 2016年俄罗斯国家音乐奖最佳女歌手
- 2020年Top Hit"十年最佳艺人"